# Sky Real Lives
Sky Real Lives – nieistniejący kanał telewizyjny z programami typu historie z życia wzięte, nadający w Wielkiej Brytanii.
Kanał rozpoczął nadawanie 3 października 1994 r. 19 sierpnia 2010 roku kanał zakończył nadawanie.